# Vaejovis
Genre
Synonymes
- Vejovis C. L. Koch, 1836
- Parabroteas Penther, 1913 nec Mrázek, 1902
- Pentheria Francke, 1985

Vaejovis est un genre de scorpions de la famille des Vaejovidae.

## Distribution
Les espèces de ce genre se rencontrent aux États-Unis, au Mexique et au Guatemala.

## Liste des espèces
Selon The Scorpion Files (19/08/2024) :
- Vaejovis aguazarca Díaz-Plascencia & González-Santillán, 2022
- Vaejovis aquascalentensis Chávez-Samayoa & González-Santillán, 2022
- Vaejovis baggins Azzinnari, Bryson, Graham, Solís-Rojas & Sissom, 2021
- Vaejovis bandido Graham, Ayrey & Bryson, 2012
- Vaejovis bigelowi Sissom, 2011
- Vaejovis carolinianus (Beauvois, 1805)
- Vaejovis cashi Graham, 2007
- Vaejovis castanoae Contreras-Félix & Navarrete Heredia, 2024
- Vaejovis ceboruco Contreras-Félix & Francke, 2019
- Vaejovis chiapas Sissom, 1989
- Vaejovis chisos Sissom, 1990
- Vaejovis coalcoman Contreras-Félix & Francke, 2014
- Vaejovis crumpi Ayrey & Soleglad, 2011
- Vaejovis curvidigitus Sissom, 1991
- Vaejovis darwini Santibanez-Lopez & Francke, 2010
- Vaejovis davidi Soleglad & Fet, 2005
- Vaejovis deboerae Ayrey, 2009
- Vaejovis decipiens Hoffmann, 1931
- Vaejovis dugesi Pocock, 1902
- Vaejovis dzahui Santibanez-Lopez & Francke, 2010
- Vaejovis electrum Hughes, 2011
- Vaejovis elii Ayrey, 2020
- Vaejovis feti Graham, 2007
- Vaejovis franckei Sissom, 1989
- Vaejovis gracilis Gertsch & Soleglad, 1972
- Vaejovis grahami Ayrey & Soleglad, 2014
- Vaejovis granulatus Pocock, 1898
- Vaejovis grayae Ayrey, 2014
- Vaejovis halli Ayrey, 2012
- Vaejovis intermedius Borelli, 1915
- Vaejovis islaserrano Barrales-Alcalá, Francke, Van Devender & Contreras-Félix, 2018
- Vaejovis janssi Williams, 1980
- Vaejovis jonesi Stahnke, 1940
- Vaejovis lapidicola Stahnke, 1940
- Vaejovis maculosus Sissom, 1989
- Vaejovis mauryi Capes, 2001
- Vaejovis mcwesti Sissom, Graham, Donaldson & Bryson, 2016
- Vaejovis mendozai Contreras-Félix & Francke, 2021
- Vaejovis mexicanus C. L. Koch, 1836
- Vaejovis miscionei Myers & Ayrey, 2021
- Vaejovis mitchelli Sissom, 1991
- Vaejovis montanus Graham & Bryson, 2010
- Vaejovis monticola Sissom, 1989
- Vaejovis morelia Miranda-López, Ponce-Saavedra & Francke, 2012
- Vaejovis nanchititla Contreras-Félix & Francke, 2019
- Vaejovis nigrescens Pocock, 1898
- Vaejovis nigrofemoratus Hendrixson & Sissom, 2001
- Vaejovis norteno Sissom & González-Santillán, 2004
- Vaejovis ocotensis Zarate-Galvez & Francke, 2009
- Vaejovis patagonia Ayrey, 2018
- Vaejovis paysonensis Soleglad, 1973
- Vaejovis pequeno Henrixson, 2001
- Vaejovis pococki Sissom, 1991
- Vaejovis prendinii Santibanez-Lopez & Francke, 2010
- Vaejovis pusillus Pocock, 1898
- Vaejovis rossmani Sissom, 1989
- Vaejovis santibagnezi Contreras-Félix & Francke, 2019
- Vaejovis setosus Sissom, 1989
- Vaejovis sierrae Sissom, Graham, Donaldson & Bryson, 2016
- Vaejovis smithi Pocock, 1902
- Vaejovis solegladi Sissom, 1991
- Vaejovis sprousei Sissom, 1990
- Vaejovis stetsoni Ayrey & Myers, 2019
- Vaejovis tenamaztlei Contreras-Félix, Francke & Bryson, 2015
- Vaejovis tenuipalpus Sissom, Hughes, Bryson & Prendini, 2012
- Vaejovis tesselatus Hendrixson & Sissom, 2001
- Vaejovis talpa Contreras-Félix & Francke, 2019
- Vaejovis tapalpa Contreras-Félix & Francke, 2019
- Vaejovis tilae Contreras-Félix, del-Pozo & Navarrete-Heredia, 2023
- Vaejovis trespicos Zarate-Galvez & Francke, 2009
- Vaejovis trinityae Ayrey, 2013
- Vaejovis troupi Ayrey & Soleglad, 2015
- Vaejovis vaquero Gertsch & Soleglad, 1972
- Vaejovis vorhiesi Stahnke, 1940
- Vaejovis zapoteca Santibanez-Lopez & Francke, 2010

## Systématique et taxinomie
Ce genre a été décrit par C. L. Koch en 1836.
Parabroteas Penther, 1913, préoccupé par Parabroteas Mrázek, 1902, remplacé par Pentheria par Francke en 1985, a été placé en synonymie par Soleglad en 1976.

## Publication originale
- C. L. Koch, 1836 : Die Arachniden. Nürnberg, vol. 3, p. 1-104 (texte intégral).